# Copenhagen Towers 2019
Questa voce raccoglie le informazioni riguardanti i Copenhagen Towers nelle competizioni ufficiali della stagione 2019.

## Roster
| Roster dei Copenhagen Towers (2019) |
| --- |
| Quarterback - 4 Daniel Kevin Higgins - 6 Lukas Tommy Nyborg Ravn Running Back - 22 Ashton Keuntis Heard - 28 Anton Leonard Witmeur - 29 Michel Sindou Charter Konate - 33 Rasmus Carøe Laursen - 40 Asger Borg Mølbæk Wide Receiver - 11 Mikkel Enevoldsen - 32 Alexander Joseph Jensen - 34 Dylan Ellerman - 80 Aske Troen Klixbüll - 81 Alexander Laursen - 83 Georgios Flokas - 85 Jakob Niemann Green - 89 Magnus Georg Jensen Tight End - 8 Lasse Tor Hansen - 82 Jesper René Hansen - 88 Philip Thue Nielsen Offensive Linemen - 54 Kristoffer Neimann Green Rasmussen - 55 Sebastian Leo Narcisse Osbøl - 56 Peter Malmos - 59 Rasmus Tingholm - 64 Mikkel Skjoldager Jørgensen OL/DL - 66 Kasper Eis Kristiansen - 71 Simon van der Stelt - 72 Jens Kristian Møller - 76 Michael Rodholm - 78 Jimmy Ronald Bjerregaard Defensive Linemen - 9 Mikkel Stilling - 51 Magnus Karl Larsen DE - 70 Asbjørn Carlsbæk DE - 91 Joachim Kjær Heidelbach DE - 93 Kristoffer Brun Hansen DT - 95 Mads Marquard Nielsen - 99 Michael Kayser Linebacker - 1 Philip Nørregard Hargett - 2 Andreas Schneider - 5 Sebastian Geert Mytaros Ledgaard - 10 Alexander Trier Mylsted - 14 Kasper Skyum Jensen Bolmgren - 44 Michael Kristiansen - 50 Fredéric Emil Grønhøj Jersen - 58 Thomas Ullum Defensive Back - 3 Eivind Rølles CB - 7 Søren Kristian Rud Munk Bendixen - 20 Kenneth Larsen-Ledet - 21 Magnus Alexander Bitsch - 23 Nicolai Oliver Zacho - 24 Robin Houselstein CB - 25 Anders Lomholt Christensen - 26 Jakob Bækgaard - 27 Mark Nødgaard Hansen - 31 Hamzah Iqbal - 36 Manuel Joel Thicot - 38 Frederik Thune Albrektsen - 43 Kasper Eriksen - 49 Daniel Szoczka Karkov Special Team Coaching staff Peter Herbild (HC) |

## Nationalligaen 2019

### Stagione regolare
| Gentofte 30 marzo 2019, ore 14:00 1ª giornata | Copenhagen Towers | 50 – 0 (a tavolino) referto | Frederikssund Oaks | Gentofte Sportspark |

| Viby J 13 aprile 2019, ore 14:00 3ª giornata | Aarhus Tigers | 8 – 40 referto | Copenhagen Towers | Bøgeskov Idrætsanlæg |

| Nærum 19 maggio 2019, ore 14:00 8ª giornata | Søllerød Gold Diggers | 26 – 44 referto | Copenhagen Towers | Rundforbi Stadion |

| Gentofte 25 maggio 2019, ore 15:00 9ª giornata | Copenhagen Towers | 49 – 20 referto | Aarhus Tigers | Gentofte Sportspark |

| Aalborg 15 giugno 2019, ore 14:00 12ª giornata | AaB 89ers | 36 – 52 referto | Copenhagen Towers | AaB's anlæg |

| Gentofte 23 giugno 2019, ore 14:00 13ª giornata | Copenhagen Towers | 56 – 36 referto | Triangle Razorbacks | Gentofte Sportspark |

| Frederikssund 17 agosto 2019, ore 14:00 16ª giornata | Frederikssund Oaks | 0 – 50 (a tavolino) referto | Copenhagen Towers | Ådalens Skole |

| Gentofte 23 agosto 2019, ore 19:00 17ª giornata | Copenhagen Towers | 68 – 22 referto | Søllerød Gold Diggers | Gentofte Sportspark |

| Vejle 31 agosto 2019, ore 14:00 18ª giornata | Triangle Razorbacks | 14 – 28 referto | Copenhagen Towers | Vejle Atletikstadion |

| Gentofte 8 settembre 2019, ore 14:00 19ª giornata | Copenhagen Towers | 58 – 0 referto | Odense Badgers | Gentofte Sportspark |

### Playoff
| Gentofte 21 settembre 2019, ore 14:00 Semifinale | Copenhagen Towers | 52 – 20 referto | AaB 89ers | Gentofte Sportspark |

| Gladsaxe 5 ottobre 2019, ore 16:00 Mermaid Bowl | Copenhagen Towers | 14 – 20 referto | Triangle Razorbacks | Gladsaxe Stadium |

## European Club Team Competition 2019

### Stagione regolare
| 27 aprile 2019 | Stockholm Mean Machines | 25 – 28 | Copenhagen Towers |  |

| 11 maggio 2019, ore 15:00 | Copenhagen Towers | 18 – 22 | Helsinki Roosters | (861 spett.) |

## Statistiche di squadra
| Competizione           | %Vittorie | In casa | In casa | In casa | In casa | In casa | In casa | In trasferta | In trasferta | In trasferta | In trasferta | In trasferta | In trasferta | Totale | Totale | Totale | Totale | Totale | Totale |
| Competizione           | %Vittorie | G       | V       | N       | P       | Pf      | Ps      | G            | V            | N            | P            | Pf           | Ps           | G      | V      | N      | P      | Pf     | Ps     |
| ---------------------- | --------- | ------- | ------- | ------- | ------- | ------- | ------- | ------------ | ------------ | ------------ | ------------ | ------------ | ------------ | ------ | ------ | ------ | ------ | ------ | ------ |
| NL Stagione regolare   | 1.000     | 5       | 5       | 0       | 0       | 281     | 78      | 5            | 5            | 0            | 0            | 214          | 84           | 10     | 10     | 0      | 0      | 495    | 162    |
| NL Playoff             | .500      | 2       | 1       | 0       | 1       | 66      | 40      | 0            | 0            | 0            | 0            | 0            | 0            | 2      | 1      | 0      | 1      | 66     | 40     |
| ECTC Stagione regolare | .500      | 1       | 0       | 0       | 1       | 18      | 22      | 1            | 1            | 0            | 0            | 28           | 25           | 2      | 1      | 0      | 1      | 46     | 47     |
| Totale                 | .857      | 8       | 6       | 0       | 2       | 365     | 140     | 6            | 6            | 0            | 0            | 242          | 109          | 14     | 12     | 0      | 2      | 607    | 249    |